# مايك برايس
مايك برايس (بالإنجليزية: Mike Price)‏ هو لاعب كرة قدم أمريكية أمريكي، ولد في 6 أبريل 1946 في دنفر في الولايات المتحدة.

## وصلات خارجية
- مايك برايس على موقع إن إن دي بي (الإنجليزية)